# Alexander Eik
Alexander Eik (født 8. januar 1972 i Oslo) er en norsk filminstruktør og skuespiller.
Han har instrueret spillefilm, kortfilm og reklamefilm. Han har også instrueret musikvideoer for kendte musikere såsom Morten Abel, Klovner i Kamp og Turboneger. Alexander Eiks kortfilm Første akt vandt Amandaprisen for bedste kortfilm i 2001.

## Filmografi

### Instruktør
- 2000 Første akt
- 2003 Kvinnen i mitt liv
- 2006 Kalde føtter
- 2007 Nattsøsteren
- 2008 Varg Veum – Kvinnen i kjøleskapet
- 2008 Varg Veum – Begravde hunder
- 2009 Orkestergraven
- 2011 Varg Veum - I mørket er alle ulver grå